# 3-chloorfenol
3-chloorfenol is een organische verbinding met als brutoformule C6H5ClO. De stof komt voor als kleurloze kristallen met een kenmerkende geur.

## Toxicologie en veiligheid
De stof ontleedt bij verhitting met vorming van giftige en corrosieve dampen, waaronder waterstofchloride en chloor. 3-chloorfenol reageert met oxiderende stoffen.